# Xu Xin (tenista de mesa)
Xu Xin (chino simplificado: 昕, chino tradicional: 許 昕, pinyin: Xǔ Xīn, nacido el 8 de enero de 1990) es un jugador chino de tenis de mesa que a fecha marzo de 2020 está clasificado número 1 del ranking mundial que obtuviera por primera vez en enero de 2013.

## Equipo / estilo de juego

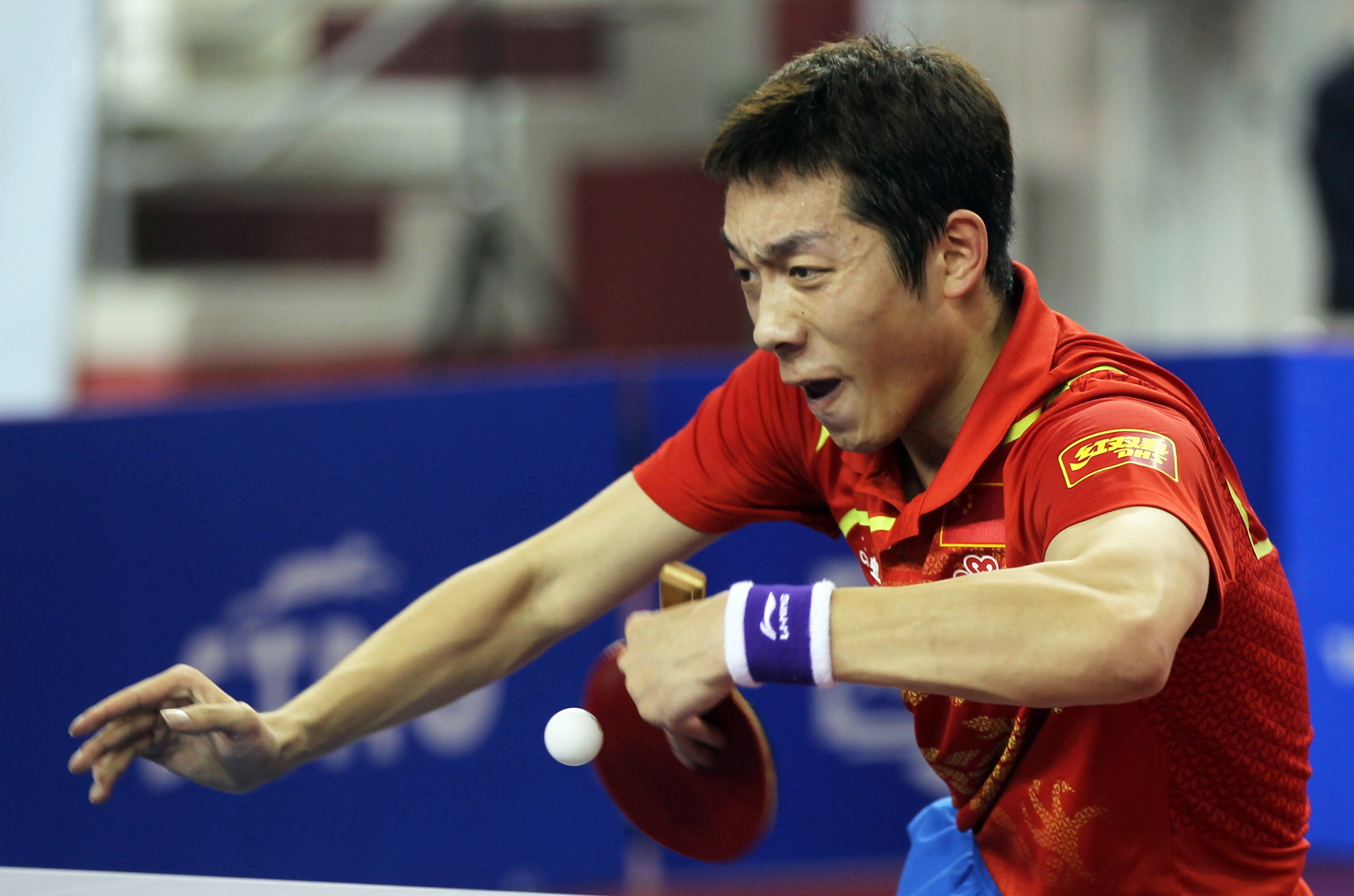
Xu Xin en la final individual del Open de Catar en 2012

Xu Xin es un atleta patrocinado por STIGA. Utiliza una pala STIGA Intensity NCT, una goma DHS hecha a medida Hurricane 3 NEO para su revés (rojo) y una DHS NEO Skyline 2 TG2 (esponja azul) para su golpe de derecha (negro). También utiliza habitualmente la goma DHS N301 hecha a medida con DHS NEO Skyline TG2 (esponja azul) para su golpe de derecha (negro) y DHS Hurricane 3 NEO (esponja naranja) para su revés (rojo).
Xu Xin es uno de los pocos jugadores con agarre tipo lapicero (penhold), especialmente entre las generaciones más jóvenes, que son jugadores que utilizan principalmente el estilo shakehand. Sigue así los pasos de otros campeones de estilo lapicero (penhold) como Wang Hao y Ma Lin. Debido a su gran envergadura y largos brazos le es fácil llegar a todas las bolas. Se le considera especialmente brillante como jugador de dobles, y ahí están sus resultados.
En enero de 2013, alcanzó el puesto N° 1 en el Ranking Mundial gracias a los puntos obtenidos al ganar el ITTF World Tour Grand Finals en diciembre de 2012.
En enero de 2014, Xu Xin defendió su título al vencer al No. 1 del ranking mundial Ma Long en el partido final del ITTF World Tour Grand Finals en 2013 celebrada en Dubái.
En 2016, Xu Xin derrotó al número 1 del mundo y actual campeón mundial Ma Long por 4-2 en el partido de semifinales del Open de Japón 2016, pero luego fue derrotado por el No. 2 del mundo Fan Zhendong en la final. Una semana después del Open de Japón, Xu Xin ganó su tercer título del Open de Corea después de vencer nuevamente a Ma Long por 4-3 en la final.
Sin embargo, la federación china no consideró que debiese participar en el torneo individual de los Juegos Olímpicos de Río 2016 en representación de su país.
A finales de 2017 tuvo un decepcionante Open de Alemania, donde en dobles Xu, y su compañero Fan Zhendong fueron noqueados en los octavos de final, y perdieron en cuartos de final ante Lee Sangsu por 4-0 en el evento de individuales. Sin embargo, una semana más tarde en el Open de Suecia, ganó el evento de dobles formando pareja con Fan Zhendong, antes de derrotar a Fan, el número 2 del mundo, 4-1 una hora más tarde en el evento masculino individual.

## Palmarés deportivo
- Individuales[4]

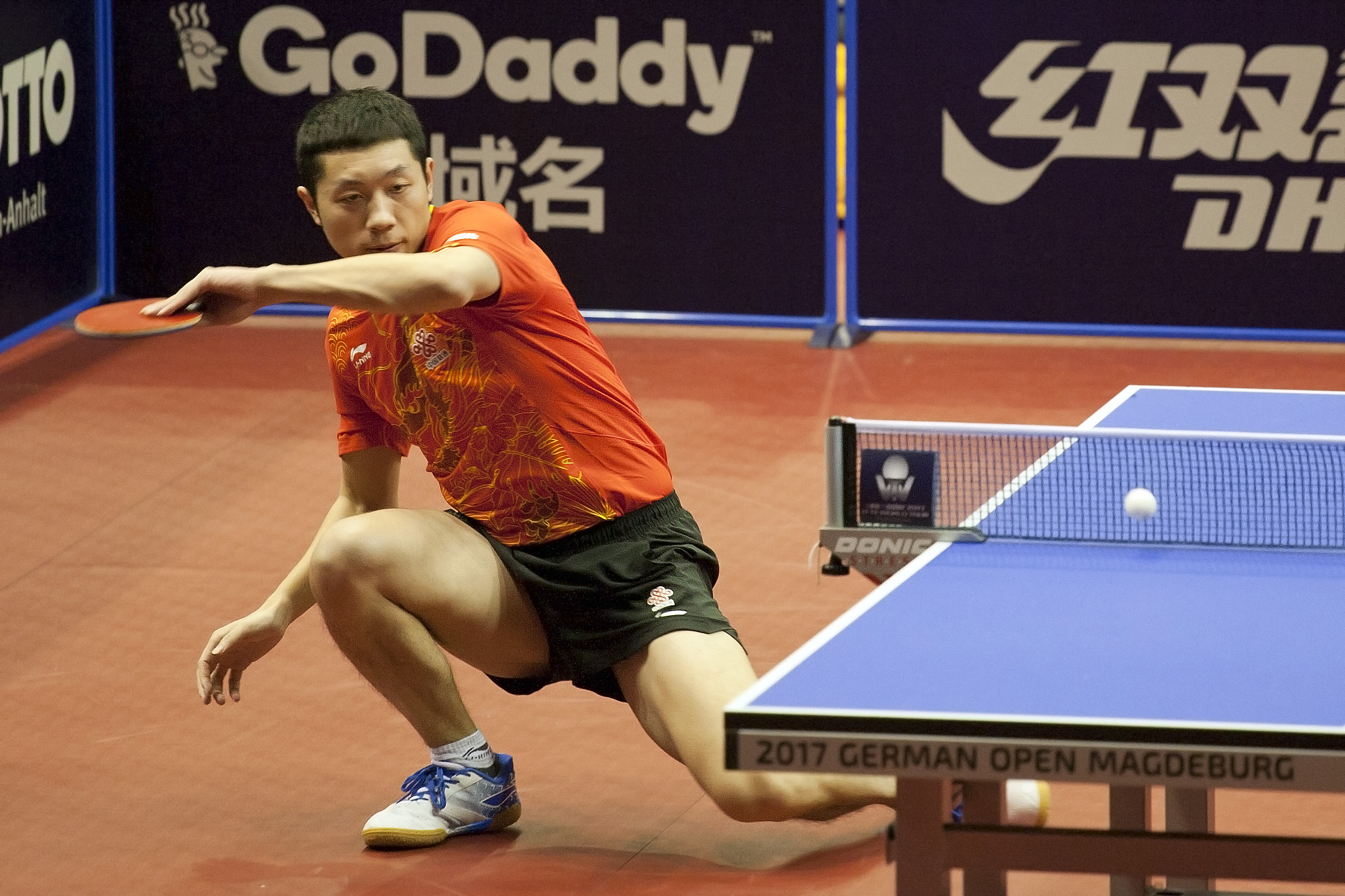
Open de Alemania ITTF World Tour 2017

  - Campeonatos del mundo: SF (2013, 2017).
  - Participaciones en la Copa del mundo: 3: ganador (2013), finalista (2016), 4 (2012).
  - Ganador de torneos del ITTF World Tour (× 17): Kuwait 2010; Eslovenia 2011, Catar 2011; Catar 2012; China 2012, Rusia 2012, Corea 2013; Catar 2014, Corea 2014; Japón (Yokohama) 2015; Corea 2016; Suecia 2017; Australia 2018, Bulgaria 2018; Japón 2019, Corea 2019, Australia 2019; Alemania 2020.
  - Subcampeón de torneos del ITTF World Tour (× 11): Bielorrusia 2008; Corea 2012; China 2013; China 2014; Kuwait 2015, China 2015, Suecia 2015, Japón 2016; Alemania 2018, Suecia 2018, Austria 2018.
  - Participaciones en ITTF World Tour Grand Finals: ganador (2012, 2013), finalista (2009, 2010), SF (2015, 16, 19), QF (2017).
  - Juegos Asiáticos: ganador (2014).
  - Campeonato Asiático: ganador (2019), finalista (2015); SF (2009, 12, 13).
  - Copa Asiática: ganador (2012, 13, 15, 16); 2nd (2011); 3º (2010).
- Dobles masculinos
  - Campeonatos del mundo: ganador (2011, 15, 17); finalista (2009).
  - Ganador de torneos del ITTF World Tour (× 25): Eslovenia 2009, Dinamarca 2009, Catar 2009, China 2010, Inglaterra 2011, Catar 2011; Catar 2012, Rusia 2012, Corea 2012, China 2012; Kuwait 2013, China 2013, Suecia 2013; Japón 2015, China 2015, Suecia 2015; Kuwait 2016, Japón (Tokio) 2016, Corea 2016; Japón 2017; Suecia 2017; Alemania 2018, Bulgaria 2018; Hungría 2019, Japón 2019.
  - Subcampeón de torneos del ITTF World Tour (× 10): China (Suzhou) 2009; Catar 2010, Kuwait 2010; Emiratos Árabes Unidos 2011; Hungría 2012, Eslovenia 2012; Suecia 2014, China 2014; Kuwait 2015; China 2016.
  - Ganador del ITTF World Tour Grand Finals 2019.
  - Juegos Asiáticos: finalista (2010, 14).
  - Campeonato Asiático: ganador (2009, 15), finalista (2013, 19).
- Dobles mixtos
  - Campeonatos del mundo: ganador (2015, 19), QF (2009).
  - Juegos Asiáticos: ganador (2010).
  - Campeonato Asiático: ganador (2012, 19), SF (2009).
  - Ganador del ITTF World Tour Grand Finals 2019.
  - Ganador de torneos del ITTF World Tour (× 7): Austria 2018; Alemania 2019, Hungría 2019, Catar 2019, Japón 2019, Suecia 2019; Alemania 2020.
  - Subcampeón de torneos del ITTF World Tour (× 1): Corea 2019.
- Equipo
  - Juegos Olímpicos: ganador (2016).
  - Campeonatos del mundo: ganador (2010, 12, 14, 16).
  - Copa del mundo: ganador (2009, 10, 11, 13, 15).
  - Juegos Asiáticos: ganador (2010, 14).
  - Campeonato Asiático: ganador (2009, 12, 13, 15, 17, 19).

## Vida personal
Xu Xin se casó con la jugadora de tenis de mesa Yao Yan en 2016.